# 神道文化学部
神道文化学部（しんとうぶんかがくぶ）は、大学の学部のひとつ。神道を中心とする日本の諸文化、国内外の諸宗教・文化を教育研究する。
國學院大學のみが設置している。昼夜開講制で、卒業後には神社本庁の神職資格（階位）が授与される履修カリキュラムが開設されている。入学者は神道を信仰する者に限定されない。神道系大学は國學院大學と皇學館大学が存在するが、皇學館大学は文学部に神道学科を設置しているため、単独学部として神道を教育研究の対象としているのは國學院大學神道文化学部だけである。

## 略史
國學院大學の母体は、1882年（明治15年）11月4日に神職養成と古典研究のための教育機関として創立された皇典講究所である。初代所長、山田顕義の尽力あって皇典講究所に國學院が開校。1906年（明治39年）には私立國學院大學になった。皇典講究所は内務省の委託を受けて神職養成を行っていた。
1945年（昭和20年）に第二次世界大戦で日本が敗れた後、連合国軍最高司令官総司令部(GHQ)の神道指令により国家神道の解体が進められ、1946年（昭和21年）1月に皇典講究所が解散・合併によって神社本庁となったため、神職の養成を目的として同年3月に財団法人國學院大學（学校法人國學院大學の前身）を設立。私立國學院大學は同法人が経営する國學院大學として再発足し、1948年（昭和23年）に文学部を設置した。文学部に神道学科が置かれていたが、創立120周年を機に策定された21世紀研究教育計画をもとに2002年（平成14年）に学部を改組・拡充。神道文化学部が発足した。初代学部長には従来の文学部神道学科で教授を務めていた安蘇谷正彦が就任した。

## 学生内訳
神職界における女性の増加に伴い、2017年（平成29年）度の國學院大學神道文化学部における女性の比率は32パーセントと、10年で4ポイント増加した。また、國學院大學神道文化学部における神社子女の割合は約4割、神職に就職する学生の割合は約6割となっており、神道を学ぶことを目的に入学する一般家庭出身の生徒は増加傾向にある。2019年（平成31年、令和元年）度は卒業生のうち、120人が神職資格を取得。約200社の神社から求人申し込みがあり、2020年（令和2年）3月に神道文化学部を卒業した学生の48パーセントが神職に就職した。
なお、皇學館大学の神道学科では約7割が一般家庭出身である。
2020年には歌手の相川七瀬が國學院大學神道文化学部に入学し、2024年（令和6年）3月に卒業して同大学院に進学した。各メディアのインタビューでは、自らの地方公演の際に知った赤米神事について系統的に学びたくなったという志望動機を明らかにしている。

## 神道文化学部を置く大学
- 國學院大學

## 神道に関連した学科を置く大学
- 皇學館大学（文学部神道学科）

なお、あくまで神職の養成機関としての役割を担いつつ神道を教育研究の対象としている学部・学科が國學院大學神道文化学部と皇學館大学文学部神道学科に限られるだけであって、国内外の大学の文学部や研究機関において『古事記』や『日本書紀』といった神道関連の事物への教育研究はなされている。
一方、神社本庁が認定する神職資格取得を目指す機関として、大卒資格で入学できる1年制の「神道学専攻科」を國學院大學と皇學館大学がそれぞれ設置しており、他に高卒者が神社本庁からの推薦状を得て入学できる2年生の「神職養成所」が國學院大學（同大学別科神道専修）や全国各地の神社に設置されている。